# Pere Vidal Sardó
Pere Vidal i Sardó és un polític gironí, diputat al Congrés dels Diputats

## Biografia
Ha treballat com a agricultor, perit agrícola i agent de la Propietat Immobiliària. Ha estat regidor de l'ajuntament de Calonge deu anys i Diputat Provincial de Girona. President del Col·legi de Perits Agrícoles de Girona (1985-1993).
Militant d'Unió Democràtica de Catalunya (UDC) des de 1980, ha estat president de la Intercomarcal d'UDC de Girona. Fou diputat per la província de Girona per CiU a les eleccions generals espanyoles de 1986, 1989 i 1993. Ha estat Secretari Segon de la Comissió del Defensor del Poble (1986-1989), i vicepresident Segon de la Comissió d'Agricultura, Ramaderia i Pesca del Congrés dels Diputats.